# Sandro De Franciscis
Fra' Alessandro de Franciscis, noto come Sandro (Napoli, 24 novembre 1955), è un medico ed ex politico italiano, religioso e ministro del Sovrano Militare Ordine di Malta. Dal 2009  è presidente del Bureau des constatations médicales di Lourdes.

## Biografia

### Carriera politica
Nel 1990 fu eletto consigliere comunale di Caserta per la Democrazia Cristiana. Allo scioglimento della DC, nel 1994, aderì al Partito Popolare Italiano.
Alle elezioni politiche del 2001 fu eletto deputato alla Camera nel collegio uninominale di Caserta per la coalizione de L'Ulivo. Nel 2003 lasciò la Margherita per passare all'UDEUR. Nel 2006 lasciò l'UDEUR per interessarsi al costituendo Partito Democratico.
È stato presidente della provincia di Caserta nel turno elettorale del 2005 (elezioni del 3 e 4 aprile), raccogliendo il 52,4% dei voti in rappresentanza di una coalizione di Centro-sinistra. Era sostenuto, in Consiglio provinciale, da una maggioranza costituita da DS, Margherita, UDEUR, SDI, PRC, Italia dei Valori, Popolari e Riformisti per il Partito Democratico. Nel 2009 si dimise dalla carica.
Nel 2007 aveva preso parte alle elezioni primarie del nascente Partito Democratico come candidato a segretario regionale. Non eletto, si candidò, vincendo per pochi delegati, al coordinamento provinciale casertano del PD, che poi lasciò alcuni mesi dopo.

### Procedimenti giudiziari
Nell'ambito di una inchiesta sul fallimento della A.C.M.S. S.p.A., società partecipata della Provincia, nel giugno 2016 insieme ad altri amministratori pubblici (consiglieri provinciali, componenti della giunta, dirigenti) è stato condannato in primo grado dalla Corte dei conti per danno erariale, ma in secondo grado la sentenza è stata riformata ed è stato assolto.

### Nell'Ordine di Malta
Dal dicembre 2017 fra' Alessandro de Franciscis è professo di voti solenni dell'Ordine di Malta.
Il 3 settembre 2022 papa Francesco lo ha nominato Grande Ospedaliere e membro del Sovrano Consiglio provvisorio dell'ordine. In tale ruolo è stato confermato dal Capitolo Generale straordinario del 25-29 gennaio 2023 per altri sei anni. Si è dimesso dalla carica, per ragioni personali, il 17 febbraio 2025.

### Il Bureau des constatations médicales di Lourdes
Sandro De Franciscis è dal 2009 presidente del Bureau des constatations médicales di Lourdes (Ufficio delle constatazioni mediche), incaricato di investigare sulle più di cento guarigioni che ogni anno avvengono tra i malati che visitano il santuario francese.